# Odin Bjørtuft
Odin Lurås Bjørtuft (Porsgrunn, 19 dicembre 1998) è un calciatore norvegese, difensore del Bodø/Glimt.

## Carriera

### Club
Bjørtuft è cresciuto nelle giovanili dell'Hei, per entrare poi a far parte di quelle dell'Eidanger. L'11 aprile 2014 ha esordito in 4. divisjon, nel pareggio per 4-4 in casa dell'Ulefoss. Il 29 settembre ha realizzato la prima rete, nel 3-1 sull'Herkules.
A partire dalla stagione seguente è passato all'Odd, che lo ha inizialmente aggregato alle proprie giovanili. Il 27 ottobre 2017 ha firmato il primo contratto professionistico, valido fino al 31 dicembre 2019. Ha esordito in prima squadra il 18 aprile 2018, schierato titolare nella vittoria per 0-9 in casa dello Skarphedin, sfida valida per il primo turno del Norgesmesterskapet. Il 23 aprile successivo è arrivato il debutto in Eliteserien, sostituendo Martin Broberg nel successo interno per 3-1 sul Sarpsborg 08.
Il 25 febbraio 2019 ha prolungato l'accordo con l'Odd, fino al 31 dicembre 2022.
Il 30 luglio 2020 ha ulteriormente rinnovato il contratto che lo legava all'Odd, fino all'estate 2024. Il 25 ottobre 2020 ha segnato la prima rete nella massima divisione locale, nella vittoria per 0-3 in casa dell'Aalesund.
Il 9 gennaio 2023 è stato ufficializzato il suo passaggio al Bodø/Glimt, per cui ha firmato un contratto valido fino al 31 dicembre 2026.

### Nazionale
Bjørtuft ha esordito per la Norvegia under 21 in data 22 marzo 2019, in un'amichevole disputata a Marbella contro la Finlandia: è stato schierato titolare nella sfida, terminata con una sconfitta per 8-3.

## Statistiche

### Presenze e reti nei club
Statistiche aggiornate al 31 gennaio 2025.
| Stagione          | Club              | Campionato        | Campionato | Campionato | Coppe nazionali | Coppe nazionali | Coppe nazionali | Coppe continentali | Coppe continentali | Coppe continentali | Supercoppe | Supercoppe | Supercoppe | Totale | Totale |
| Stagione          | Club              | Comp              | Pres       | Reti       | Comp            | Pres            | Reti            | Comp               | Pres               | Reti               | Comp       | Pres       | Reti       | Pres   | Reti   |
| ----------------- | ----------------- | ----------------- | ---------- | ---------- | --------------- | --------------- | --------------- | ------------------ | ------------------ | ------------------ | ---------- | ---------- | ---------- | ------ | ------ |
| 2014              | Eidanger          | 4D                | 14         | 1          | CN              | 0               | 0               | -                  | -                  | -                  | -          | -          | -          | 14     | 1      |
| 2017              | Odd               | ES                | 0          | 0          | CN              | 0               | 0               | -                  | -                  | -                  | -          | -          | -          | 0      | 0      |
| 2018              | Odd               | ES                | 2          | 0          | CN              | 1               | 0               | -                  | -                  | -                  | -          | -          | -          | 3      | 0      |
| 2019              | Odd               | ES                | 14         | 0          | CN              | 4               | 0               | -                  | -                  | -                  | -          | -          | -          | 18     | 0      |
| 2020              | Odd               | ES                | 30         | 1          | -               | -               | -               | -                  | -                  | -                  | -          | -          | -          | 30     | 1      |
| 2021              | Odd               | ES                | 28         | 0          | CN              | 3               | 0               | -                  | -                  | -                  | -          | -          | -          | 31     | 0      |
| 2022              | Odd               | ES                | 27         | 1          | CN              | 3               | 2               | -                  | -                  | -                  | -          | -          | -          | 30     | 3      |
| Totale Odd        | Totale Odd        | Totale Odd        | 101        | 2          |                 | 11              | 2               |                    | -                  | -                  |            | -          | -          | 112    | 4      |
| 2023              | Bodø/Glimt        | ES                | 25         | 0          | CN              | 6               | 1               | UECL               | 12                 | 0                  | -          | -          | -          | 43     | 1      |
| 2024              | Bodø/Glimt        | ES                | 27         | 1          | CN              | 0               | 0               | UCL+UEL            | 4+8                | 1+1                | -          | -          | -          | 39     | 3      |
| Totale Bodo/Glimt | Totale Bodo/Glimt | Totale Bodo/Glimt | 52         | 1          |                 | 6               | 1               |                    | 24                 | 2                  |            | -          | -          | 82     | 4      |
| Totale carriera   | Totale carriera   | Totale carriera   | 167        | 4          |                 | 17              | 3               |                    | 24                 | 2                  |            | -          | -          | 208    | 9      |

## Palmarès
- Campionato norvegese: 2

Bodø/Glimt: 2023, 2024